# الشمهانية
الشمهانية قرية سعودية تتبع محافظة الطوال الواقعة بمنطقة جازان جنوب غرب السعودية وتشتهر قرية الشمهانية بالزراعة ، وتتميز بموقعها بجانب الطريق الدولي المؤدي إلى اليمن منفذ الطوال.